# Hadron
Hadrón (starogrško starogrško ἁδρός: hadrós - debel) je v fiziki delcev podatomski delec, na katerega deluje močna jedrska sila. V modelu kvarkov so hadroni sestavljeni iz fermionov, imenovanih kvarki, ter bozonov, imenovanih gluoni. Gluoni posredujejo barvno silo, ki povezuje kvarke. Hadroni so torej sestavljeni delci, ki jih povezuje skupaj barvna sila. V tem so nekoliko podobni atomom, ki jih povezuje skupaj elektromagnetna interakcija.
Hadrone razvrščamo glede na njihov spin in sestavo kvarkov:
- Barioni so sestavljeni iz treh kvarkov ali treh antikvarkov in imajo polcel spin, zato so fermioni. Mednje sodita nukleona (proton in nevtron), ki sestavljata običajno atomsko jedro, ter delci, imenovani hiperoni (npr. the Δ, Λ, Σ, Ξ in Ω), ki so v splošnem težji od nukleonov, kratkoživi in se navadno ne pojavljajo v atomskih jedrih.
- Mezoni so sestavljeni iz kvarka in antikvarka in imajo celoštevilčen spin, so torej bozoni. Mednje sodijo pioni, kaoni, delci ρ in ω ter številne druge vrste mezonov.
- Eksotični hadroni so delci, sestavljeni iz več kot dveh ali treh kvarkov, kot je značilno za mezone in barione.
  - Eksotični barioni so sestavljeni iz lihega števila (večjega od 3) kvarkov in antikvarkov. Kaže, da so nedavno odkrili prvi tak delec, pentakvark, sestavljen iz štirih kvarkov in enega antikvarka.
  - Eksotični mezoni so sestavljeni iz več kot enega valenčnega para kvark-antikvark. Nedavno so opazili nekaj indicev, ki kažejo na obstoj tetrakvarka, sestavljenega iz dveh valenčnih parov kvark-antikvark.
  - Hibridni mezoni so sestavljeni iz vsaj enega valenčnega para kvark-antikvark ter vsaj enega realnega (ne virtualnega) gluona.
  -  »Glueball« ne vsebuje sploh nobenih valenčnih kvarkov, temveč izključno gluone. Ta stanja se močno mešajo z običajnimi mezoni, zato jih je izjemno težko določiti.

Vsi hadroni so sestavljeni kvantni sistemi in obstajajo tudi v vzbujenih stanjih, imenovanih hadronske resonance. Vsak hadron v osnovnem stanju ima lahko številna vzbujena stanja, in več sto takih stanj je bilo eksperimentalno zaznanih. Resonance razpadejo izjemno hitro (v okoli 10−24 s) prek močne interakcije.